# Go Text Protocol
Go Text Protocol (GTP) — протокол, що використовується деякими рушіями для гри в ґо на комп'ютері. Є наступником протоколу Go Modem Protocol. Протокол добре підходить для спілкування між рушіями для гри в ґо і оболонками як на одному комп'ютері, так і через мережу. GTP першої версії вперше реалізовано в GNU Go версії 3.0 і ця реалізація вважається еталонною. У GNU Go версії 3.4 реалізовано другу версію протоколу, яка теж є еталонною. Стандарт другої версії перебуває в стані начерку, тому будь-які розбіжності і неясності вирішуються за допомогою порівняння з реалізацією Gnu Go.
Порри те, що протокол розроблено спеціально для ґо, він також придатний і для інших ігор, наприклад, реверсі.